# آيت حمى (آيت حمى)
آيت حمى هو دُوَّار يقع بجماعة تانوغة، إقليم بني ملال، جهة بني ملال خنيفرة في المملكة المغربية. ينتمي الدوّار لمشيخة آيت حمى التي تضم دوار واحد. يقدر عدد سكانه بـ 3063 نسمة حسب الإحصاء الرسمي للسكان والسكنى لسنة 2004.

## وصلات خارجية
- البوابة الوطنية للجماعات الترابية
- المندوبية السامية للتخطيط